# فرح أباد (مهر أباد)
فرح أباد (بالفارسية: فرح‌آباد) هي قرية تقع في إيران في Mehrabad Rural District.